# PiliPili
Pour les articles homonymes, voir Pili.
Pour le piment, voir Pili-pili.
 (janvier 2024).

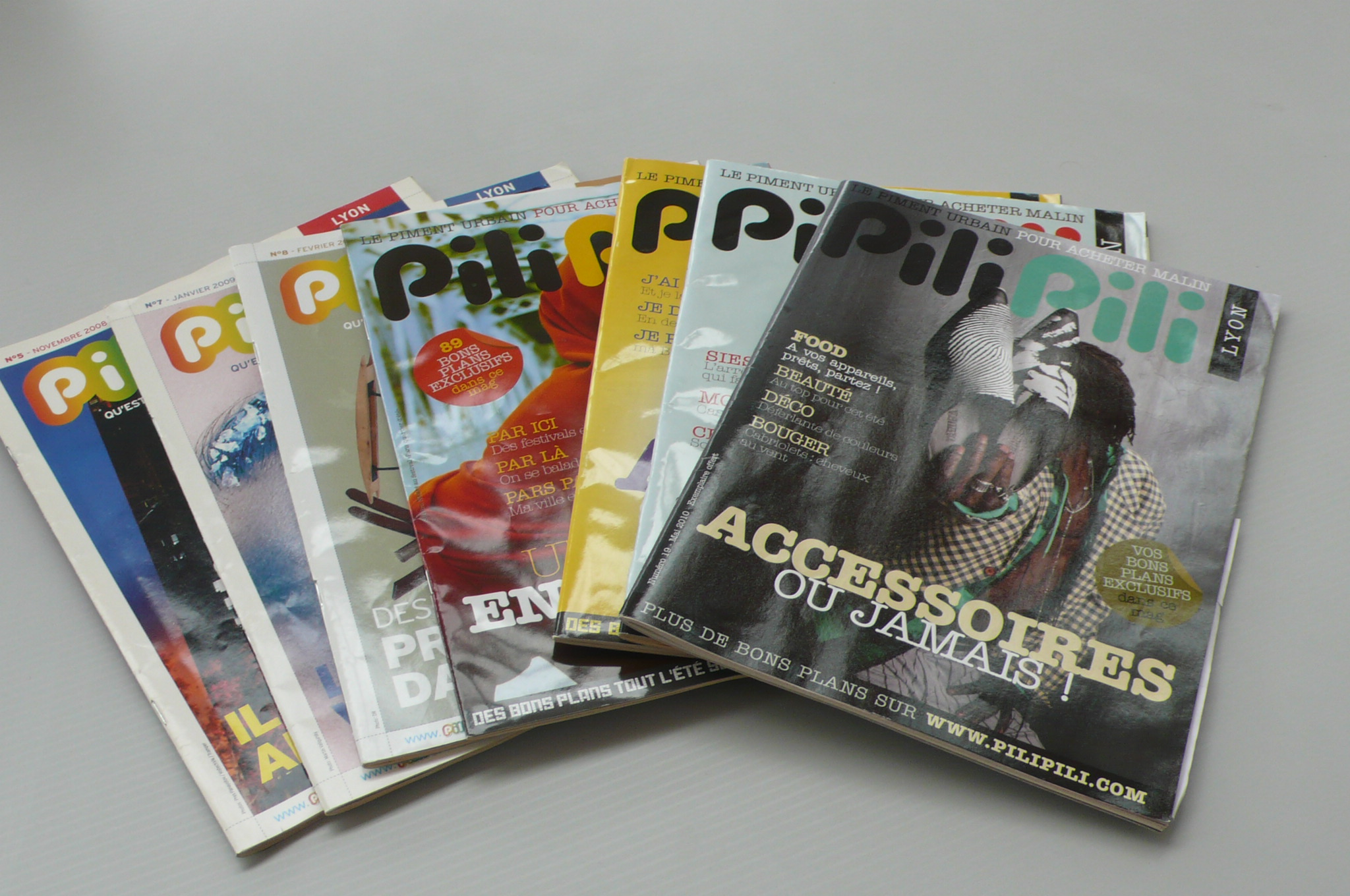
Unes du magazine PiliPili

PiliPili est un ancien magazine urbain français gratuit lancé en 2007. Il publiait des annonces commerciales distribuées dans six villes françaises (Lille, Lyon, Paris, Rennes, Strasbourg et Toulouse).
PiliPili a été publié jusqu'en 2009 par la société d'édition Top TICKET.S, détenue par TF1 (40 % des parts), Artémis (40 % des parts) et Recruit (20 % des parts). À cette date, il est devenu trimestriel. Il semble avoir disparu peu après.
Un site internet était associé au magazine.